# 道观河水库
道观河水库是中国湖北省武汉市新洲区境内的一座水库，位于沙河支流道观河上，建于1968年。水库正常库容为5400万立方米，平均水深为18.50米，集雨面积为108.84平方千米，海拔为78.7米。